# 19142 Langemarck
19142 Langemarck è un asteroide della fascia principale. Scoperto nel 1989, presenta un'orbita caratterizzata da un semiasse maggiore pari a 2,3300907 UA e da un'eccentricità di 0,1807766, inclinata di 3,59869° rispetto all'eclittica.